# Pouy-Loubrin
Pouy-Loubrin è un comune francese di 104 abitanti situato nel dipartimento del Gers nella regione dell'Occitania.

## Società

### Evoluzione demografica
Abitanti censiti